# San Martín megye (Peru)
San Martín megye (a spanyol név jelentése: „Szent Márton”) Peru egyik megyéje, az ország középső részétől kissé északnyugatra található. Székhelye Moyobamba.

## Földrajz
San Martín megye Peru középpontjáról északnyugatra helyezkedik el. Földrajzilag négy részre osztható: nyugaton az Andok vonulata nyúlik be a megyébe, a második vidék a Huallaga és mellékfolyóinak széles völgyeiből, lépcsőzetes teraszaiból áll (ez a terület mezőgazdasági termelésre igen alkalmas), a délkeleti részen a Kék-Kordillerák folytatásának 3000 méter alatti csúcsai emelkednek, míg északkeleten kevésbé hegyes vadon található. Északon és keleten Loreto, délen Huánuco, délnyugaton La Libertad, északnyugaton pedig Amazonas megyével határos.

### Tartományai
A megye 10 tartományra van osztva:
- Bellavista
- El Dorado
- Huallaga
- Lamas
- Mariscal Cáceres
- Moyobamba
- Picota
- Rioja
- San Martín
- Tocache

## Népesség
A megye népessége a közelmúltban folyamatosan növekedett:
| Év   | Lakosság |
| ---- | -------- |
| 1940 | 94 843   |
| 1961 | 161 763  |
| 1972 | 224 427  |
| 1981 | 319 751  |
| 1993 | 552 387  |
| 2007 | 728 808  |

## Képek

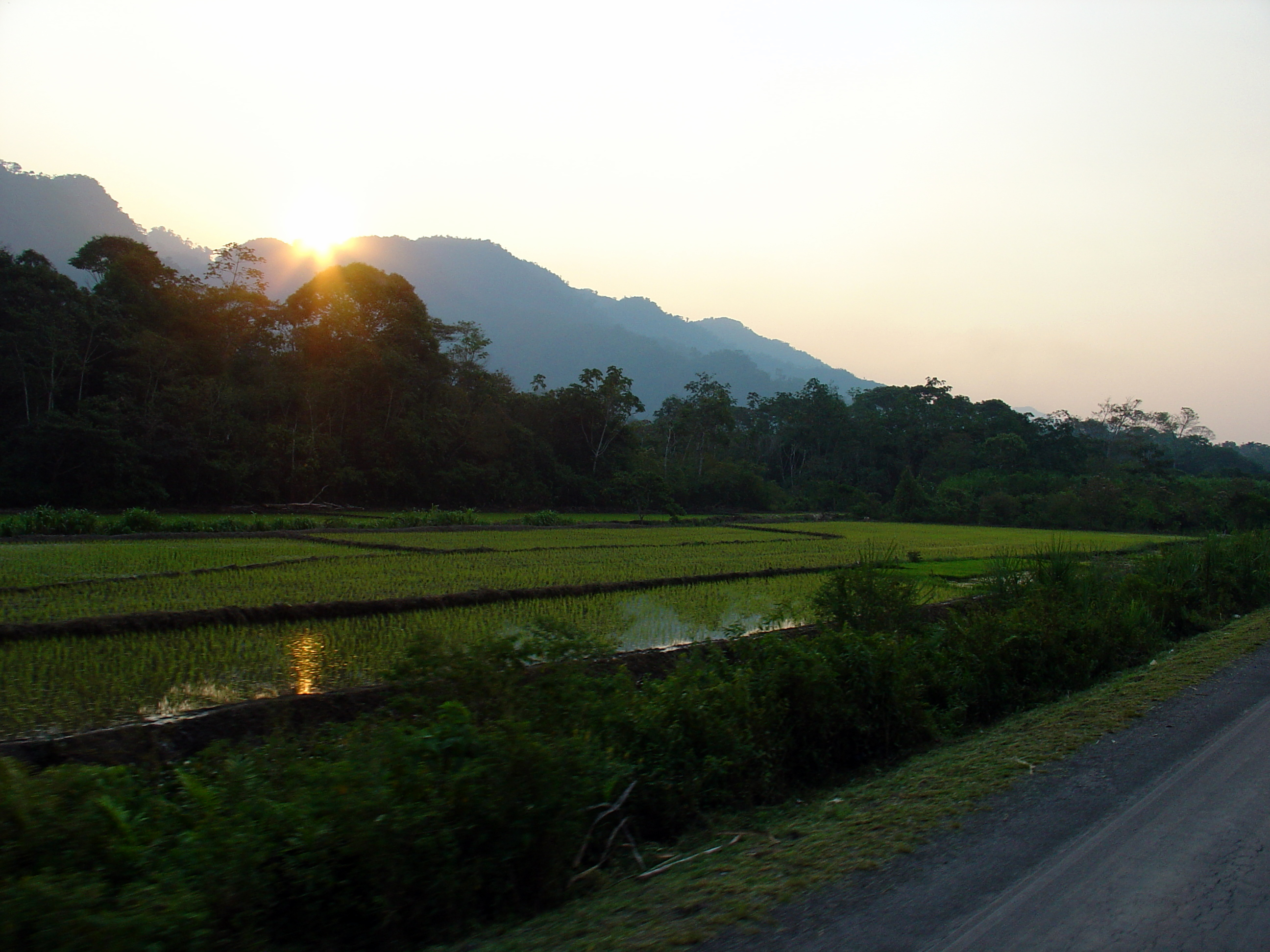
Táj Tarapoto környékén
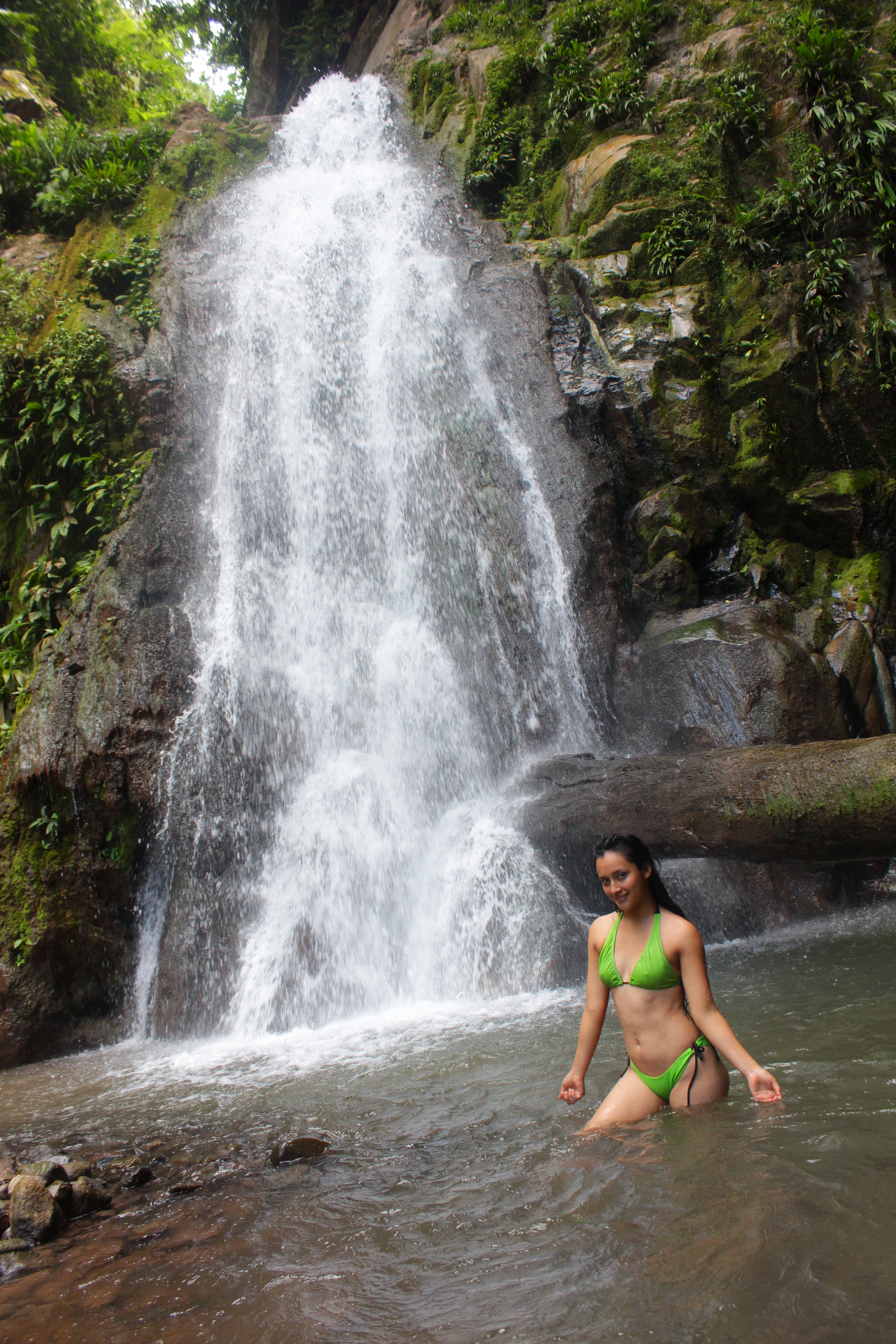
A Shitariyacu-vízesés
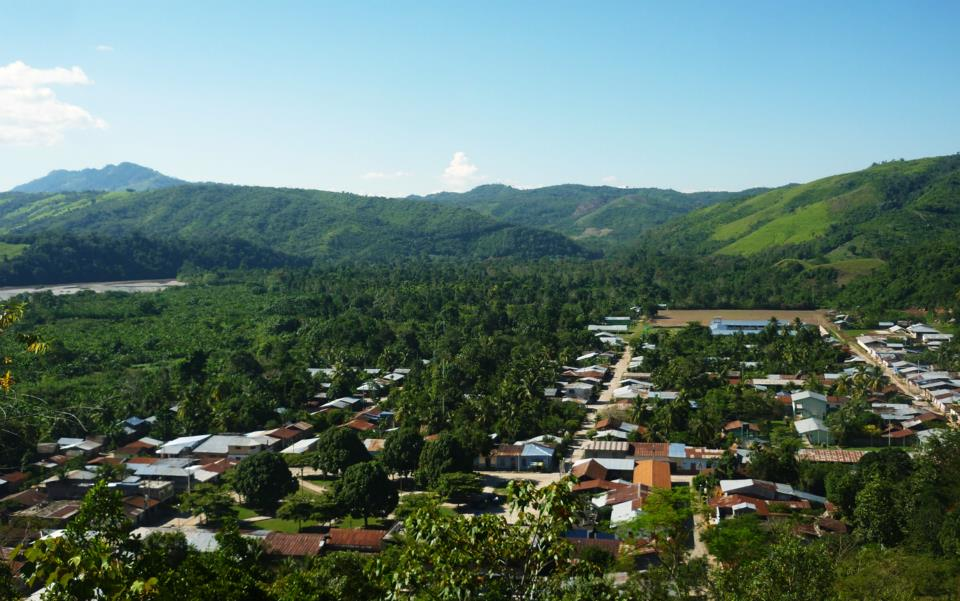
Pachiza látképe
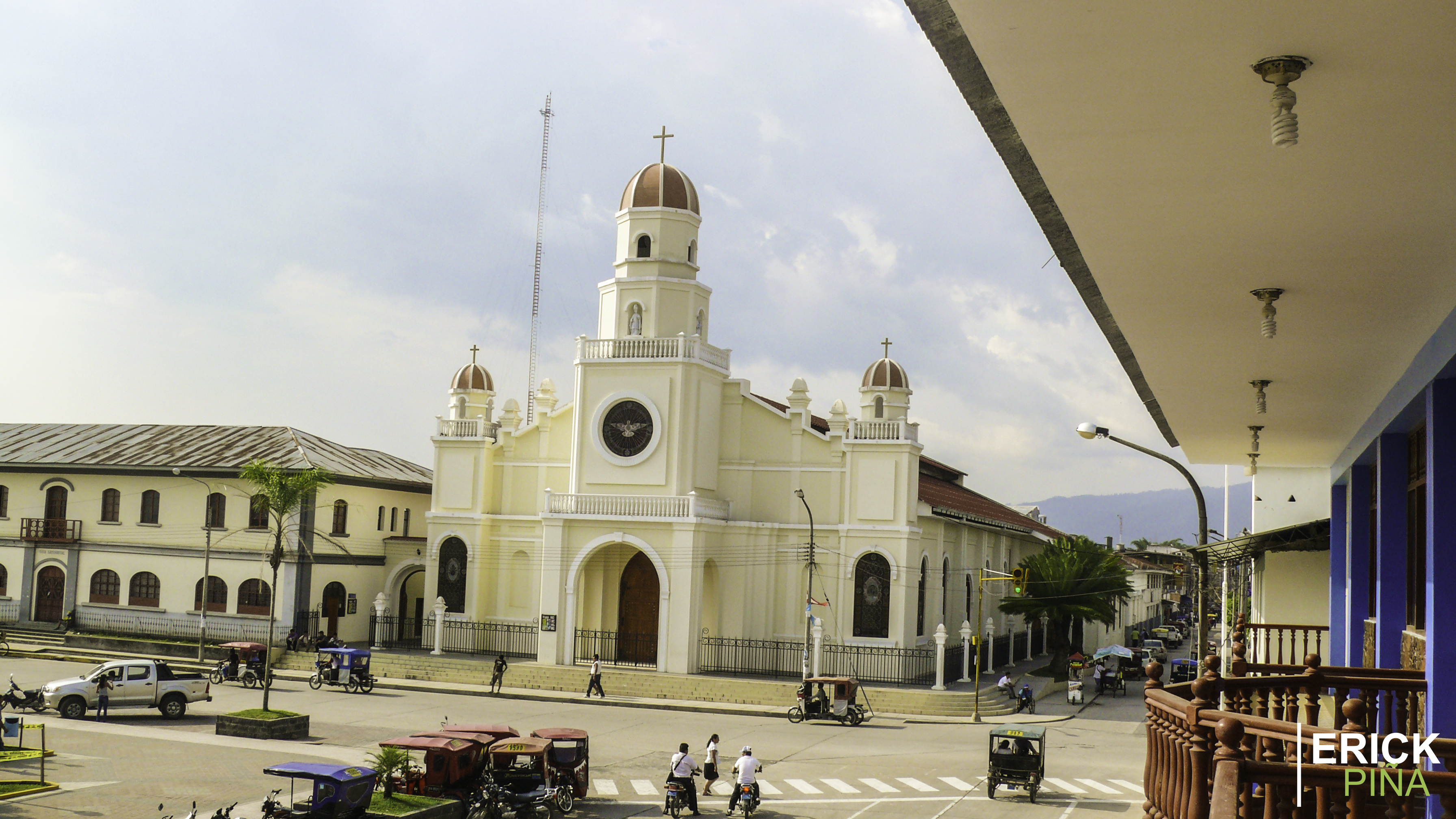
A moyobambai székesegyház